# TVR 3000S
Der TVR 3000S ist ein offener, handgefertigter Sportwagen, der in den Jahren 1978 und 1979 von TVR in Blackpool (England) hergestellt wurde. Dieser Wagen war der letzte der TVR M-Serie und wurde nach seinem Produktionsende vom Tasmin 280i ersetzt. Der Preis der letzten 3000S lag bei £ 8.730, insgesamt entstanden 258 Exemplare. 67 davon waren linksgelenkt.

## Übersicht
Mechanisch entspricht der 3000S fast dem Coupé 3000M und dem Kombicoupé Taimar. Fahrwerk, Motor, Getriebe, Radaufhängung, Bremsen und Differenzial haben die drei Modelle gemein. Ein Teil der Innenausstattung und fast alle Karosserieteile wurden aber für den 3000S neu konstruiert. Während TVR das Chassis und die Karosserie selbst fertigte, wurden viele Anbauteile wie Positionsleuchten, Bremsen, Scharniere, Verschlüsse etc. von Großserienherstellern aus deren PKW-Programmen übernommen. Zahlreiche Komponenten kommen von Ford oder Lucas Industries. Aufgrund der manuellen Kleinserienfertigung bei TVR gibt es viele kleine Variationen zwischen den einzelnen Fahrzeugen des gleichen Modells, die größtenteils nicht dokumentiert sind. Dies ist auf die unterschiedliche Verfügbarkeit der Teile zurückzuführen (zum Beispiel gibt es nur bei einem kleinen Teil der letzten 3000S-Fahrzeuge eine Kartenleseleuchte, die im Scheibenrahmen montiert ist).

### Innenraum
Fahrer und Beifahrer sitzen sehr niedrig beiderseits eines hohen Mitteltunnels. Mit Weich-PVC überzogener Weichschaum bedeckt die meisten Oberflächen, zum Beispiel die Mittelkonsole, das Armaturenbrett und den Kofferraum. Als man die frühere Konstruktion der TVR-M-Serie für den 3000S anpasste, ersetzte man die Windschutzscheibe des Ford Consul gegen eine andere Scheibe mit niedrigerer Basis. Sie stammt vom Jensen-Healey. Dies bedingte ein Neuarrangement der Anzeigeinstrumente, wodurch der Tachometer und der Wegstreckenzähler beiderseits des Mitteltunnels landeten.
Die Schaumstoffpolsterung der Sitze neigt mit zunehmendem Alter zum Faltenwurf und zum Reißen, was einige Käufer dazu veranlasste, geeignete Sitze aus dem Zubehör einzubauen. Die meisten Sitze aus dem Ersatzteilhandel passen nicht in die GFK-Karosserie, nur besonders niedrige und schmale Exemplare (wie zum Beispiel die des Pontiac Fiero (1984–1988)) können eingesetzt werden.

### Außenausstattung

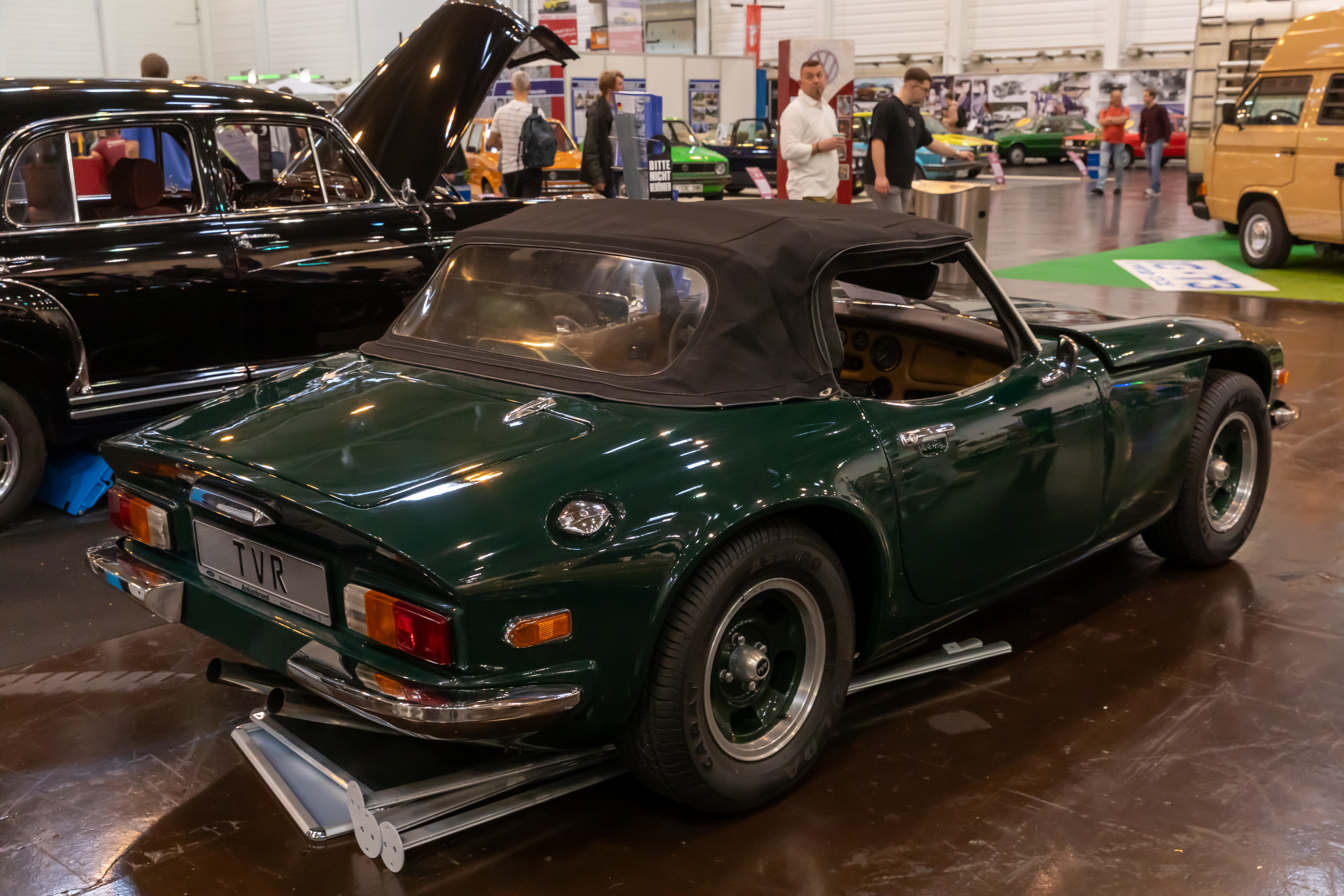

Die GFK-Karosserie erscheint denen der früheren M-Serie ähnlich, aber alle Teile hinter den vorderen Kotflügeln sind neu konstruiert, um dem Cabriodach, den versenkbaren Seitenfenstern und dem Kofferraumdeckel Rechnung zu tragen. Die Türen wurden im Stil eines Roadsters oben gekürzt. Alle Autos erhielten Stoßfänger, die mit schwarzem Gummi überzogen waren, da die verchromtem Stoßfänger der M-Serie nicht mehr hergestellt wurden.
Die Lüftungsöffnungen, die zuerst im 2500M auftauchten, verschwanden wieder, da der Ford-Essex-Motor weniger als der vorher eingesetzte Reihensechszylinder von Triumph zum Überhitzen neigte.

### Antrieb
Der 3000S wird von einem vergaserbestückten V6-Motor der Ford-Essex-Serie angetrieben. Die Motorkraft wird über ein Ford-Vierganggetriebe an die Hinterräder weitergeleitet. Mit dem Weber-Doppelvergaser, Typ 38 DGAS und einer Kompression von 8,9:1 lieferte der Motor eine Leistung von 142 bhp (104 kW) bei 5000 min−1 und ein Drehmoment von 233 Nm bei 3000 min−1. Sein Hubraum beträgt 2994 cm³ mit einer Bohrung von 93,6 m und einem Hub von 72,4 mm. Damit das Fahrzeug die US-Emissionsvorschriften erfüllte, war der Motor mit Sekundärluftsystem (AIR, Air injection reactor), Abgasrückführung (EGR) und einem Katalysator ausgestattet.
Die Motorkraft wird über eine Einscheibentrockenkupplung mit 241 mm Durchmesser auf das Vierganggetriebe und dann zum Salisbury-Differenzial an der Hinterachse weitergeleitet.

### Chassis
Für den 3000S verwendete TVR den gleichen Zentralrohrrahmen wie bei den Fahrzeugen der M-Serie. Er war wesentlich länger und steifer als der früherer TVR-Modelle, zum Beispiel des Vixen. Alle vier Räder waren einzeln an ungleich langen Doppelquerlenkern aufgehängt. Die Wagen hatten eine Zahnstangenlenkung.

### Räder
Der 3000S hatte besondere TVR-“T-Slot”-Aluminiumräder 6JK x 14 mit Radialreifen 185 R14 H.

## Daten
- Charakter: Roadster mit Frontmotor und Hinterradantrieb
- Höchstgeschwindigkeit: ca. 200 km/h
- Beschleunigung, 0–100 km/h: 7,5 s
- Hubraum: 2994 cm³
- Motorenbauweise: V6-Saugmotor mit Gussblock, Gusszylinderkopf, OHV-Ventilsteuerung und 2 Ventilen pro Zylinder.
- Höchstleistung: 142 bhp (104 kW) bei 5000 min−1
- Höchstes Drehmoment: 233 N bei 3000 min−1
- Getriebe: handgeschaltet, 4 Gänge, Ford
- Bremsen: vorne: Scheiben mit 276 mm Durchmesser; hinten: Trommeln 229 mm × 44 mm
- Radaufhängung: vorne und hinten: doppelte Querlenker, Schraubenfedern
- Wendekreis: 10,9 m
- Tankinhalt: 45,4 l
- Bordspannung: 12 V, Minuspol auf Masse
- Fertigung: 258 Stück

| Gang                           | 1       | 2        | 3        | 4        |
| ------------------------------ | ------- | -------- | -------- | -------- |
| Geschwindigkeit bei 6000 min−1 | 67 km/h | 109 km/h | 151 km/h | 213 km/h |

## Turbo und Turbo SE
Von den 258 Stück 3000S stellte TVR 13 Fahrzeuge mit Turbolader her, die eine Höchstleistung von 230 bhp (169 kW) bei 5500 min−1 hatten und ein höchstes Drehmoment von 370 Nm bei 3500 min−1. Diese Wagen erreichten 100 km/h in 5,5 s aus dem Stand und hatten eine Höchstgeschwindigkeit von 232 km/h.
Eines dieser Autos, der TVR 3000S Turbo SE, war ein Einzelstück mit schimmernden Radläufen, großen Compromotive-Alurädern mit geteilten Felgen, Lederausstattung innen, einem Sperrdifferenzial und einem überarbeiteten Armaturenbrett. Es gehörte ursprünglich Martin Lilley selbst. Unter den weiteren Besitzern war auch Stewart McCarte.